# Kreds (graf)
 For alternative betydninger, se Kreds. (Se også artikler, som begynder med Kreds)
En kreds (eng. cycle) i en graf er en liste af n forskellige knuder v1, v2, v3, ... , vn-1, vn, hvor hver knude vi i listen er forbundet via. en kant med nabo knuden vi+1 og yderligere er knuden vn  kantforbundet med v1. Længden af en kreds er antallet af knuder i listen, hvor enhver kreds har længde ≥ 3. Kredsgrafer af længde n betegnes ofte for Cn.
På figuren ses tegninger af de første Cn-grafer: